# 班城站
班城站（：／ Banseong yeok */?）是位于韩国庆尚南道晋州市一班城面的一座鐵路站，属于庆全线。

## 历史
- 1925年6月15日 - 落成使用[1]。

## 相鄰車站
韓國鐵道公社
慶全線
郡北－班城－晉州